# Xã Chagrin Falls, Quận Cuyahoga, Ohio
Xã Chagrin Falls (tiếng Anh: Chagrin Falls Township) là một xã thuộc quận Cuyahoga, tiểu bang Ohio, Hoa Kỳ. Năm 2010, dân số của xã này là 4.233 người.